# Glenea johani
Glenea johani là một loài bọ cánh cứng trong họ Cerambycidae.